# Pamela Britton
Pour les articles homonymes, voir Britton.
Pamela Britton, née le 19 mars 1923 à Milwaukee, Wisconsin (États-Unis) et morte d'une tumeur au cerveau le 17 juin 1974 à Arlington Heights (Illinois), est une actrice américaine.

## Biographie
Le 19 mars 1923 à Milwaukee (Wisconsin, États-Unis), naît Armilda Jane Owens, fille du docteur Raymond Gilbert Owens, médecin, et de Ethel Owen (née Waite) (en), actrice connue du théâtre, de la radio et du début de la télévision. Elle a deux sœurs: Virginia, une actrice chez RKO Radio Pictures, et Mary, une travailleuse sociale.
Armilda Jane Owens étudie au Holy Angels Academy (Milwaukee) et au State Teacher's Normal School de l'Université du Wisconsin à Milwaukee.
À partir de 9 ans, Armilda Jane Owens suit des cours d'été et, dès l'âge de dix ans, elle est en demande par le cinéma américain. Demandes rejetées par sa mère qui veut qu'elle devienne une actrice et non pas seulement une enfant vedette.
À l'âge de 15 ans, Armilda Jane Owens commence à auditionner pour des rôles sous le nom de Gloria Jane Owen. Elle découvre rapidement que dès que les gens savent qui est sa mère, ils s'attendent à ce qu'elle soit une actrice accomplie. Elle auditionne alors sous un pseudonyme, choisissant Pamela (d'un livre britannique) et Britton (pour souligner la source).
En 1943, à New York, elle devient la voix de la belle-mère de Jackie Gleason dans l'émission radio The Honeymooners.
Le 8 avril 1945 au Texas, elle épouse le capitaine Arthur Steel rencontré lors d'une blind date organisée par l'une de ses sœurs. Après leur mariage, il est au service actif en Italie tandis que Britton continue à travailler aux États-Unis.
Le 8 septembre 1946, elle donne naissance à son unique fille, Katherine Lee (qui deviendra Kathy Ferber).
Après la guerre, Steel travaille comme directeur de publicité et devient gestionnaire des hotels Gene Autry (Steel et Autry étant cousins germains).
Alors que leur fille grandit, Britton travaille principalement dans les théâtres de la Côte Ouest. 

### Blondie
En 1957, Britton tient le rôle titre dans la version télévisée du comic strip Blondie de Chic Young, avec Arthur Lake tenant le rôle de son époux Dagwood Bumstead.

### Mon Martien Favori
De 1963 à 1966, elle tient le rôle de madame Lorelei Brown, la curieuse et idiote propriétaire, dans Mon Martien Favori.

### Retour au théâtre et au cinéma
Après la fin de la série télévisée, Britton apparaît dans les films Mardi, c’est donc la Belgique (If It’s Tuesday, This Must Be Belgium) et Trois réservistes en java (Suppose They Gave a War and Nobody Came).

### Décès
Après sa tournée avec Don Knotts dans The Mind with the Dirty Man, Britton est admisse au Northwest Community Hospital à Arlington Heights, Illinois où elle décède d'un cancer du cerveau le 17 juin 1974 à l'âge de 51 ans.

## Filmographie
- 1945 : Escale à Hollywood (Anchors Aweigh) : Girl from Brooklyn
- 1946 : A Letter for Evie : Barney Lee
- 1950 : La Clé sous la porte (Key to the City) : Miss Unconscious
- 1950 : Mort à l'arrivée (D.O.A.) : Paula Gibson
- 1950 : Amour et caméra (Watch the Birdie) : Mrs. Shanway
- 1957 : Blondie (série TV) : Blondie Bumstead (1957)
- 1969 : Mardi, c’est donc la Belgique (If It's Tuesday, This Must Be Belgium) : Freda
- 1970 : Trois Réservistes en java (Suppose They Gave a War and Nobody Came?) : Sgt. Graham